# Río Grande (Mendoza)
El río Grande es un curso de agua localizado en el departamento Malargüe en el sur de la provincia de Mendoza, Argentina. Nace en la confluencia de los ríos Cobre y Tordillo, en la cordillera de los Andes, desemboca en la confluencia con el río Barrancas formando así el río Colorado en el límite con la provincia del Neuquén.
Tiene una longitud total de 275 km y es el río más caudaloso de Mendoza, con un caudal de 107 m³/s.
Aguas arriba del pueblo de Bardas Blancas, el río pasa por una estrecha garganta entre rocas volcánicas.
Sus principales afluentes son:
- Por el margen derecho: río Cobre, arroyo Santa Elena, arroyo De las Cargas, arroyo Tiburcio, río Valenzuela, río Montañez, arroyo del Yeso, arroyo El Seguro, arroyo Los Ángeles, arroyo Pichú Trolón, río Chico, río Potimalal, arroyo Manzano y arroyo Mechanquil.
- Por el margen izquierdo: río Tordillo, arroyo de la Pampa, arroyo del Infiernillo, arroyo del Totoral, arroyo Carilaufquen, arroyo de la Yesera, arroyo Chacai-có, arroyo Chequenco y arroyo Agua Botada.

En el curso medio y superior del mismo se ha proyectado la construcción de cinco represas para aprovechamiento hidroeléctrico, siendo la más importante de ellas la de Portezuelo del Viento, que ya ha sido adjudicada a la empresa que lo construirá.

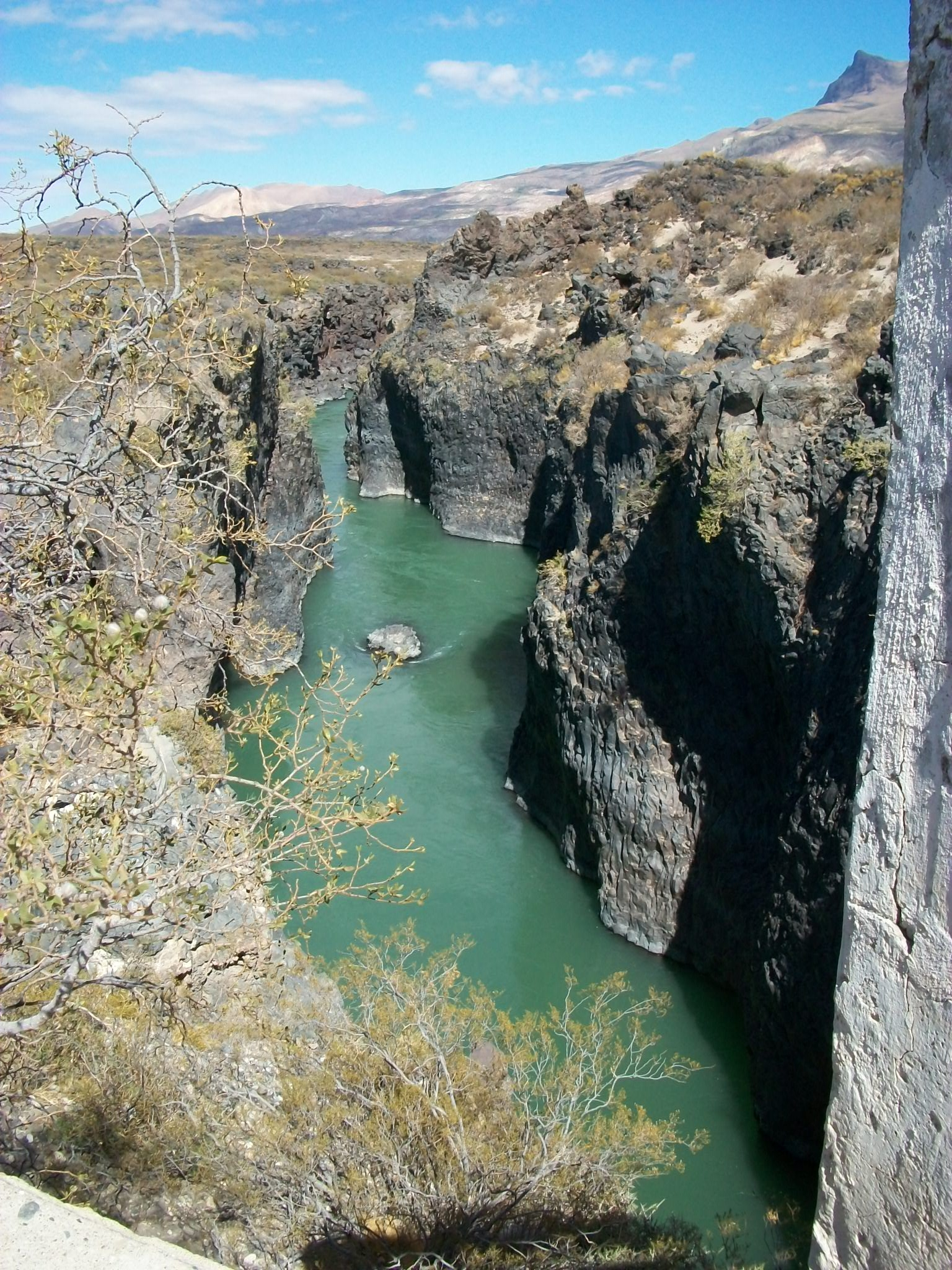
La Pasarela

En un sector donde es cruzado por la ruta nacional 40, el río atraviesa parte del campo volcánico del Payún Matrú, conformando un desfiladero conocido como La Pasarela, donde el río pasa entre paredes rocosas de varios metros de altura.